# 犬吠埼
- 水郷筑波国定公園 > 犬吠埼
- 日本 > 千葉県 > 銚子市 > 犬吠埼

犬吠埼（いぬぼうさき）は、関東平野最東端に位置する千葉県銚子市の太平洋に突出する岬。水郷筑波国定公園に含まれる景勝地。岬には犬吠埼灯台が屹立する。岬一帯の町名にも犬吠埼が使用されている。郵便番号は288-0012。
本項では、犬吠埼を名称に冠した周辺施設についても解説する。

## 概要
日本三大河川の一つである利根川（一級河川）の河口付近にあり、付近一帯は水郷筑波国定公園に含まれる銚子半島の景勝地である。
犬吠埼の「磯めぐり」は江戸時代には行われていた。風光明媚な海岸線には数々の文人、墨客が訪れ、文豪の地として親しまれ、海岸線沿いは歌碑や詩碑も多い。
日本一早い初日の出スポットとして有名である。岬周辺の白亜紀の地層は国の天然記念物に指定され、日本の地質百選にも選定されている。
沿岸には遊歩道が設けられており、北側には古くから「関東舞子」と呼び親しまれ、日本の渚百選にも選ばれた君ヶ浜（君ヶ浜しおさい公園）があり、国土地理院では君ヶ浜（東経140度52分21秒）を関東および千葉県の最東端としている。
海の難所として知られ、幕末には榎本武揚の率いる幕府の軍艦美加保丸が、付近の黒生（くろはえ）の岩礁に乗り上げて乗組員13名が亡くなった。
犬吠埼の岬には犬吠埼灯台が太平洋に向かって立つ。日本を代表する灯台の一つで、「世界灯台100選」「日本の灯台50選」にも選ばれている。歴史的文化財的価値が高く、国の登録有形文化財に登録され、海上保安庁により「Aランク保存灯台」ともなっている。2020年度には国の重要文化財に指定された。灯台の出入口横に灯台の色に合わせた白く塗られた郵便ポスト・丸型1号ポスト（郵便差出箱1号）が設置されていて投函した郵便物には全て犬吠埼をデザインした銚子郵便局の風景印が押される。

## 名称

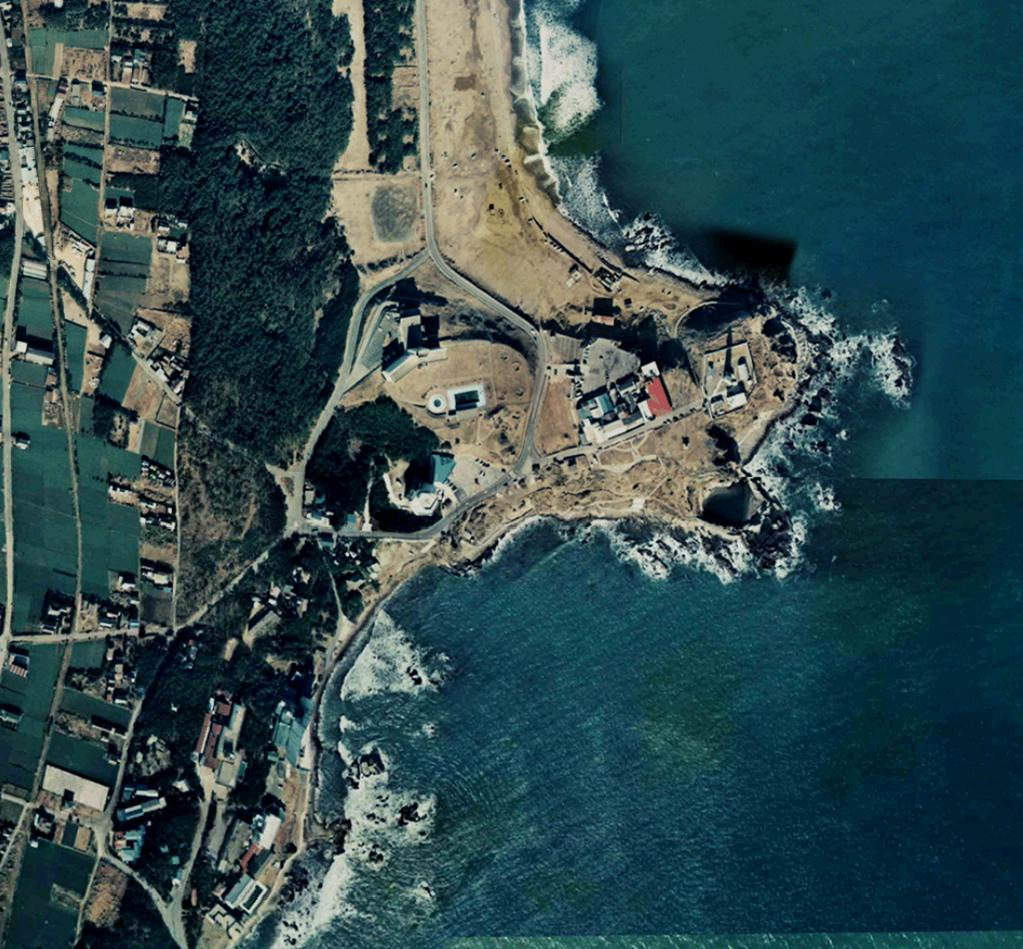
岬の航空写真

### 地名の由来
犬吠埼という地名には諸説があるが、周辺には源義経の伝説が多く残り、地名も義経の愛犬「若丸」が岬に置き去りにされ、主人を慕う余り、7日7晩鳴き続けたことから名付けられたという説がある。その愛犬はついに岩となったという伝承があるのが外川地区の「犬岩」である。他にはかつて一帯にはアシカ（ニホンアシカ）が繁殖しており（近隣には海鹿島があり、明治時代には200 - 300頭のアシカが生息していたと伝えられる）、その鳴き声が犬に似ていたことから、犬吠埼と名付けられたという説もある。他に、アイヌ語のエンボウ（突出した岬）が変化したものとの説もある。

### 埼
日本では一般的に岬等の地名の「さき」には「崎」、灯台の名前には「埼」が使われることが多いが、犬吠埼では全国的にも珍しく地名も灯台名も「埼」が使用されている。

### 石切鼻
付近の地質は中生代の砂岩で、砥石を切り出していたこともあり、犬吠埼は石切鼻とも呼ばれている。

## 自然
太平洋に突出した銚子半島には、中生代（白亜紀）から現代までの様々な地層が姿を見せている。海岸の植物や磯の動植物なども種類は豊かで、分布上も注目されるものが多い。

### 生態系

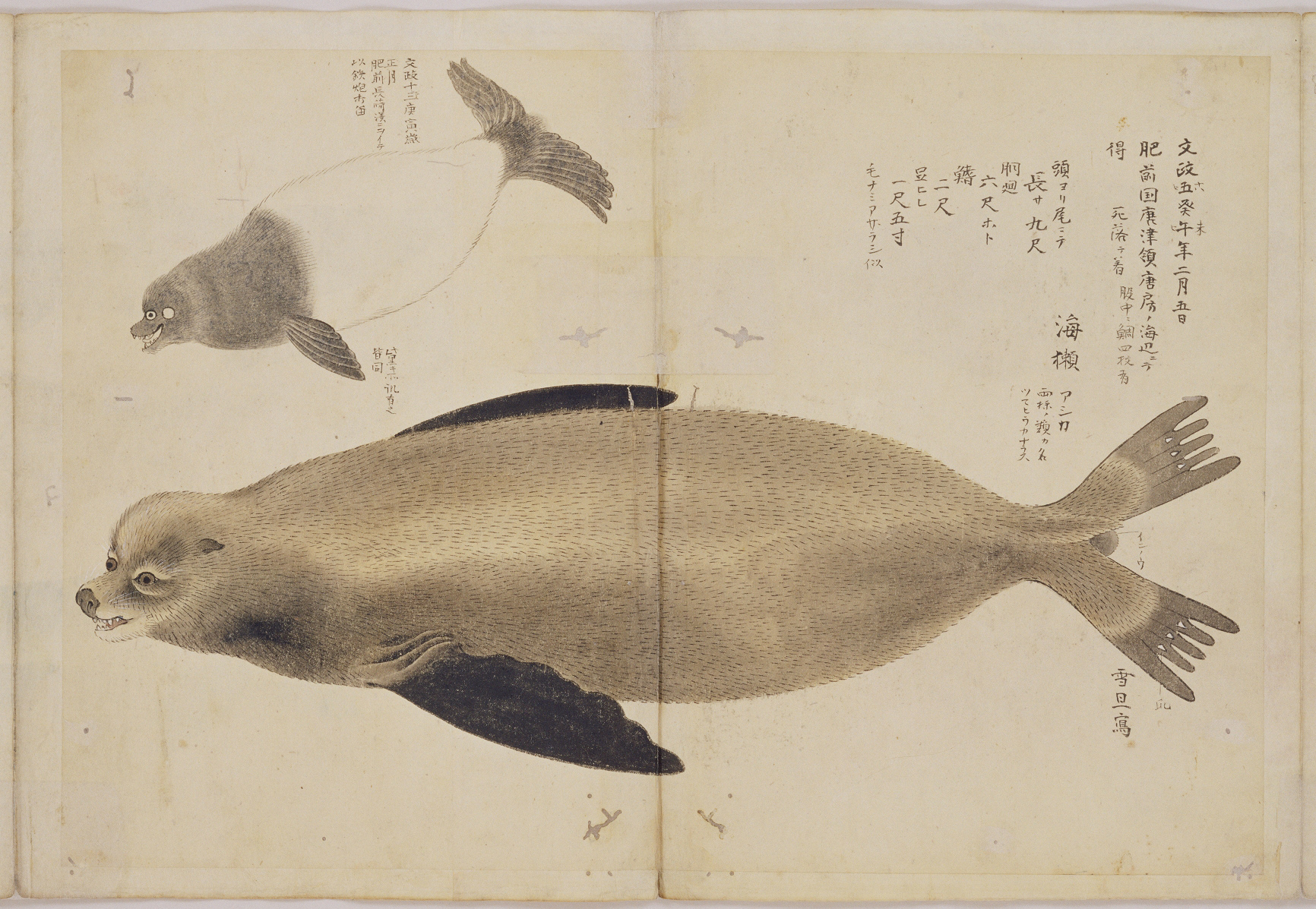
地名の由来になった可能性があるニホンアシカ

自生する崖地植物（岬先端）

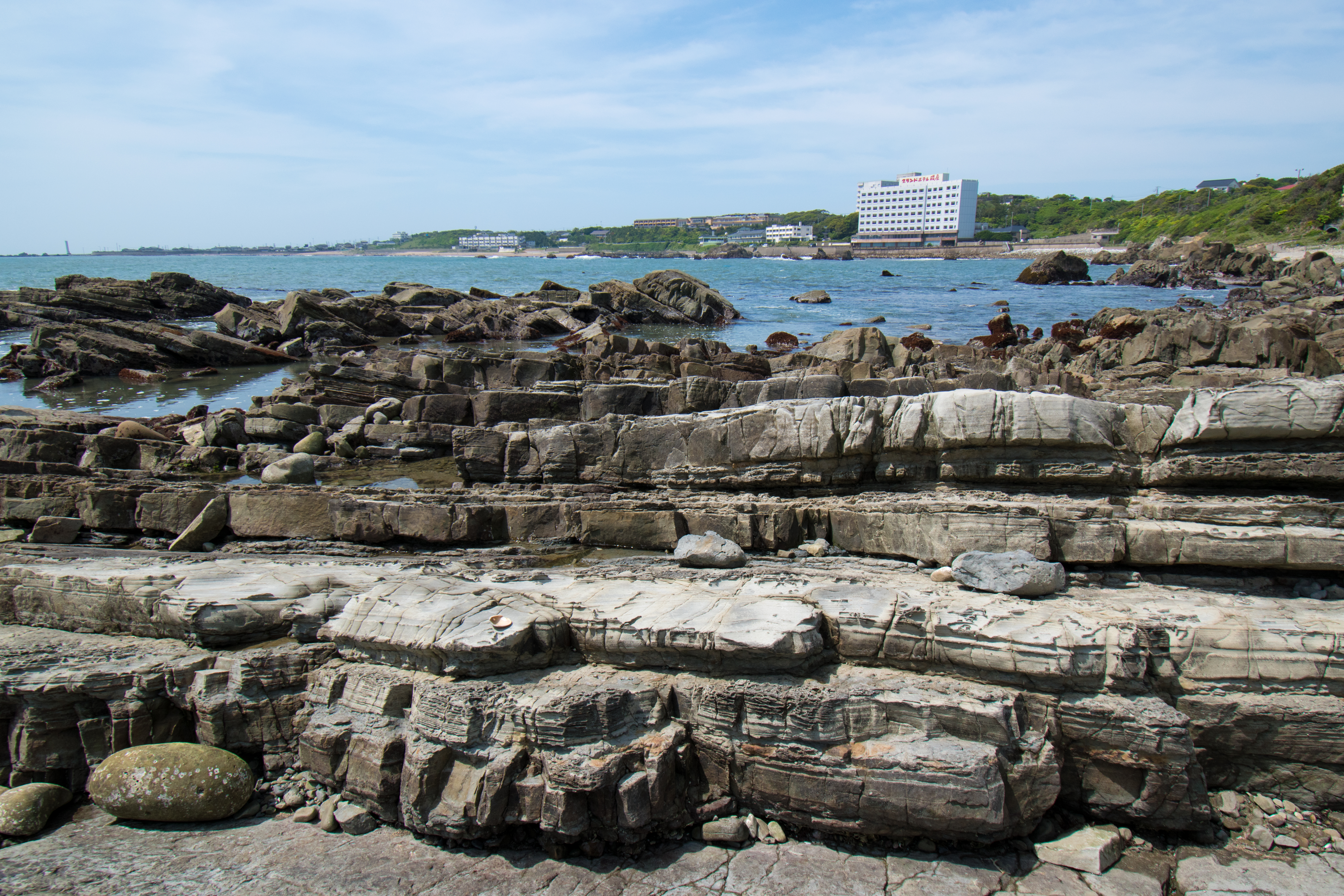
白亜紀浅海堆積物

銚子半島および半島沖の大陸棚の周辺水域は黒潮と親潮や利根川の影響を受けるために豊かな海洋生態系の形成に適した環境条件を有しており、多数の鳥類や寒流系種と暖流系種の両方が含まれる海洋生物、海草や海藻の生息を支え、多様な漁業資源が分布している。
一帯は日本列島でも屈指の漁場であると共にバードウォッチングの名所であり、海鳥や渡り鳥などの多様性にも優れており、ウミウ、ウミネコ、ウミスズメなどの類が多く渡来する。
数多くの海洋生物の生息域や回遊経路としても機能しており、海獣やウミガメなどの大型生物も現れるため、付近では屏風ヶ浦等のクルージングも兼ねたホエールウォッチング・バードウォッチング業が行われている。
鯨類に関しては、観察の確率が高い種類の他にもセミクジラを含む非常に希少な絶滅危惧種が出現する可能性がある。また、絶滅危惧種であるアカウミガメの上陸と産卵も犬吠埼および九十九里浜などの周辺地域に点在しており、付近の御嶽神社には「神愛亀之霊」と表されたウミガメを供養するための墓石塔が存在する。
犬吠埼や海鹿島などの地名の由来になった可能性があるとされる絶滅種のニホンアシカも、明治時代までは周辺にコロニーが見られた。現在でも銚子市の一帯に周期的に見られる鰭脚類はキタオットセイに限られている。

### 崖地植物
犬吠埼や海鹿島、犬若など古い地層の崖地や岩場では、スカシユリ（ユリ科）やハマヒルガオ（ヒルガオ科）など海岸沿いにしか生息しない特有な崖地植物が集っている日本有数の海岸である。絶滅危惧Ⅱ類 (VU) であり銚子市が基準産地であるハマサワヒヨドリなど非常に希少価値の高い植物も生息する。犬吠埼灯台下遊歩道、犬吠埼園地周辺に多く生息する。また、ソナレムグラやヒゲスゲやハチジョウススキなど犬吠埼周辺を分布の北限とする種類も存在する。
犬吠埼灯台下遊歩道には崖地植物についての生態展示（名札板設置）がされている。

### 白亜紀浅海堆積物
犬吠埼灯台周辺においては、中生代白亜紀の地層を見ることができる。2002年には国の天然記念物に指定されている。化石漣痕といった浅海特有の堆積構造や、ハンモック状斜交層理といったストーム堆積物に特徴的な堆積構造を観察することが可能である。

## 文学
風光明媚な海岸線はかつて数々の文人墨客が訪れ、景勝地は「文豪の地」として親しまれた。
日本の俳人、詩人、小説家として有名である、高浜虚子、佐藤春夫、尾張穂草など、海岸沿いには数多くの歌碑、詩碑が立つ。

### 代表作
「犬吠の 今宵の朧 待つとせん」—高浜虚子
「ここに来て をみなにならひ 名も知らぬ草花をつむ みづからの影踏むわれは 仰がねば 燈台の高さを 知らず 波のうねうね ふる里のそれには如かず ただ思ふ 荒磯に生ひて 松のいろ 錆びて 黝きを わが心 錆びて黝きを」—佐藤春夫
「わかれても 故郷の海の あゐいろが 目にあり秋よ さびしくあるかな」—尾張穂草

## 日本一早い初日の出

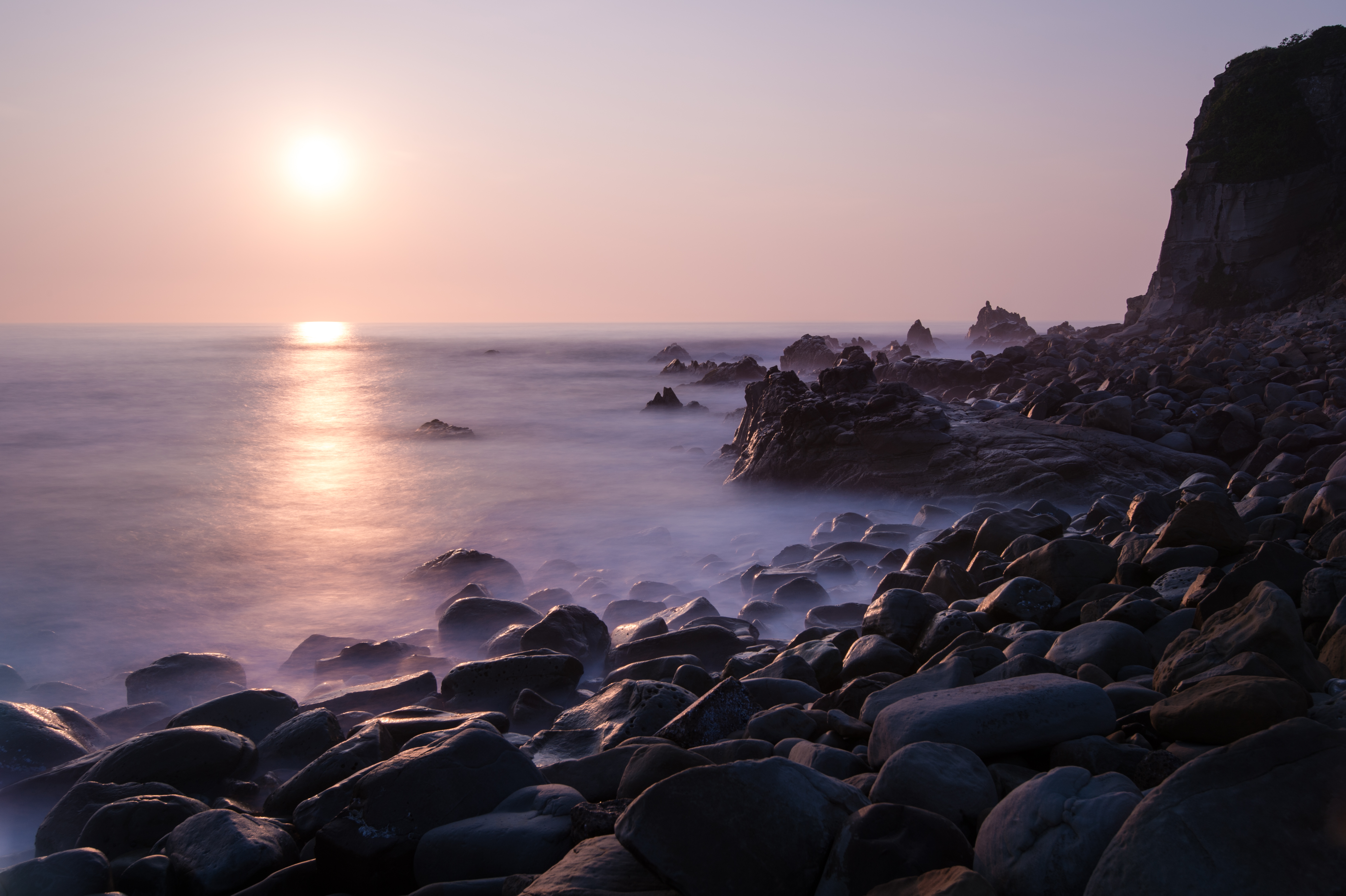
犬吠埼からの日の出

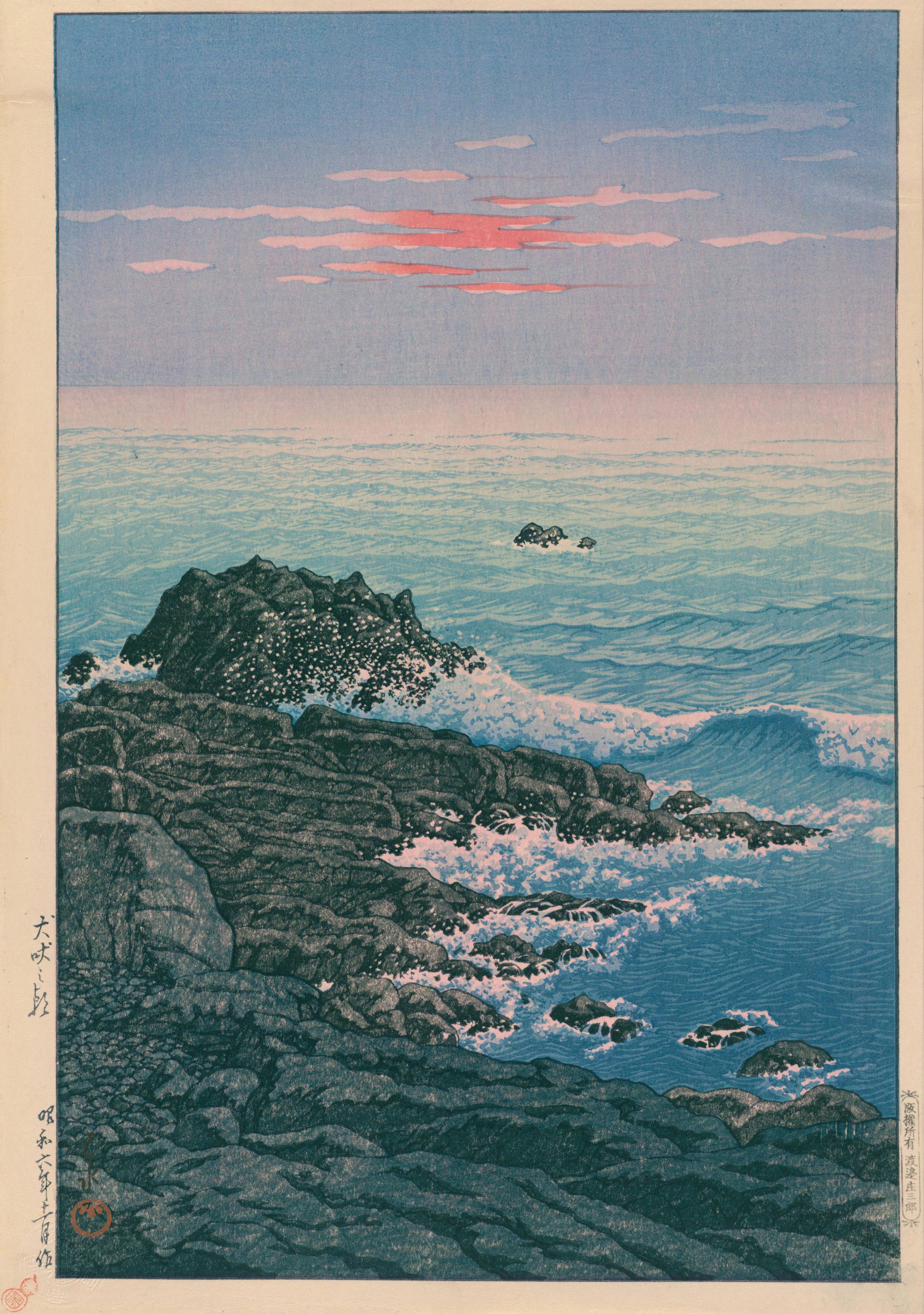
川瀬巴水『犬吠の朝』（1931年・昭和6年）

富士山のような高地や離島を除く日本国内で、元旦の初日の出が一番早く（午前6時46分）拝める場所として知られている。その為、各テレビ局での元旦早朝の初日の出中継では、犬吠埼から生中継を行うことも多い。

### 初日の出時刻 (参考)
国立天文台が「国内の初日の出時刻のランキング」を公開している。高地や離島を除く日本国内中、北海道・本州・四国・九州の平地で一番早いとなっている。
以下初日の出時刻参考。
|   | 主な場所 | 時間 | 備考                                     |
| - | -------- | ---- | ---------------------------------------- |
| 0 | 南鳥島   | 5:27 | 日本最東端                               |
| 0 | 母島     | 6:20 | 一般人が来訪できる地で一番早い           |
| 0 | 富士山頂 | 6:42 | 北海道・本州・四国・九州で一番早い       |
| 1 | 犬吠埼   | 6:46 | 北海道・本州・四国・九州の平地で一番早い |
| 2 | 納沙布岬 | 6:49 | 最東端（岬）                             |
| 3 | 千葉市   | 6:49 | 近隣（千葉県庁所在地）                   |
| 4 | 根室市   | 6:50 | 日本最東端（市町村）                     |
| 5 | 東京都   | 6:50 | 近隣（首都）                             |
| 6 | 与那国島 | 7:32 | 一番遅い、日本最西端                     |

## 犬吠埼園地

犬吠埼灯台下遊歩道

犬吠埼は水郷筑波国定公園の区域内にあり、地域の自然探勝のため犬吠埼園地が整備されている。周辺にはホテルなどの宿泊施設や土産店などの民間施設がある。また文学散歩（佐藤春夫詩碑、高浜虚子の句碑など）なども楽しめる。
犬吠埼灯台下遊歩道は灯台を一周する磯づたいの遊歩道で、白亜の灯台を中心に砂浜、岩礁、希少な崖地植物、漁港風景を鑑賞できる。
| 自然公園名 | 水郷筑波国定公園                 |
| 施設の種類 | 園地、道路（歩道）               |
| 所在地     | 銚子市犬吠埼                     |
| 面積       | 園地0.39ha、遊歩道延長1.37km     |
| 施設       | 園地、公衆トイレ、遊歩道         |
| 管理       | 銚子市                           |
| 交通       | 銚子電鉄「犬吠駅」下車徒歩約10分 |

## メディア

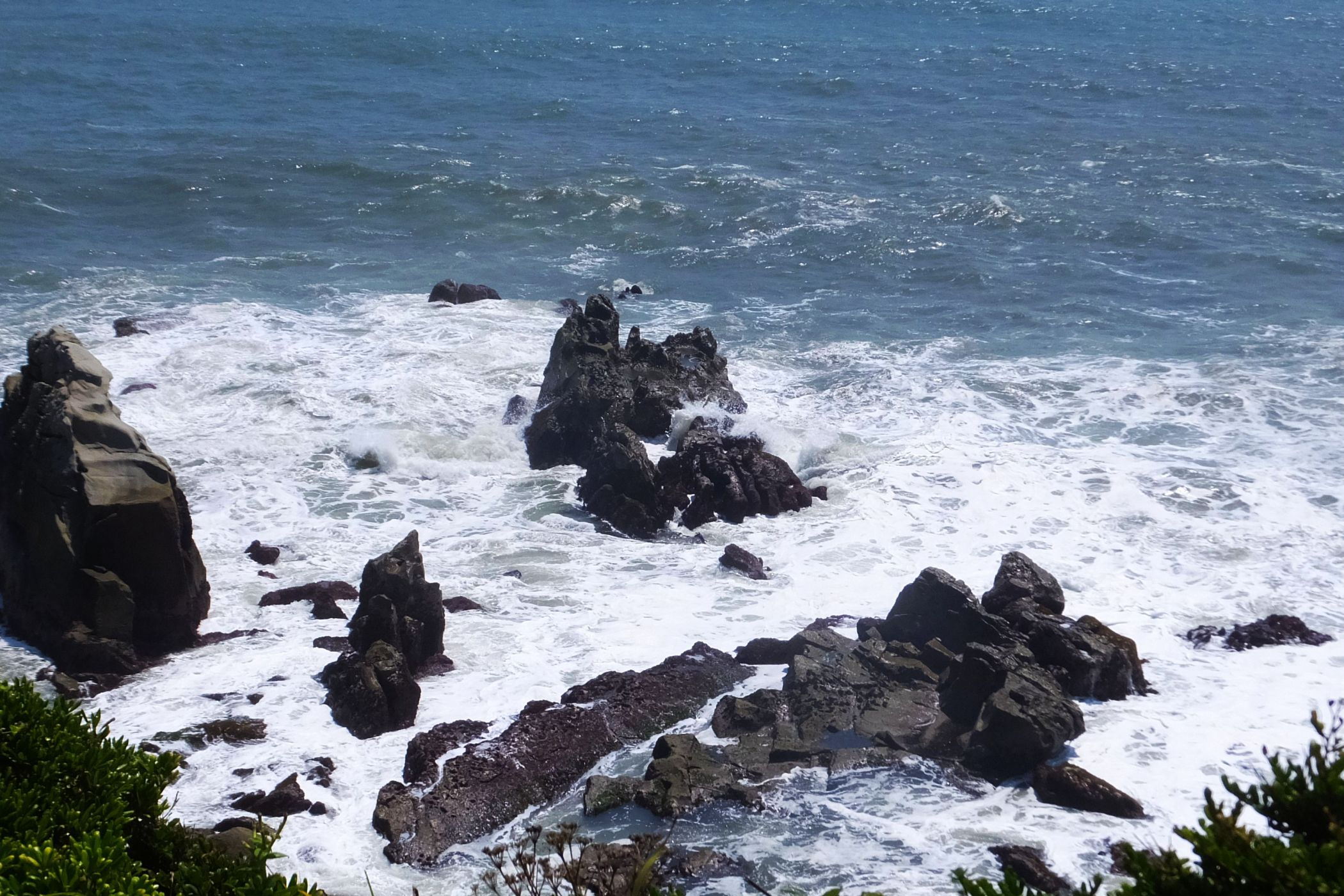
犬吠埼の荒磯

東映の映画のオープニング映像「荒磯に波」は、灯台南側下の岩場にて撮影されたものである。撮影地点は立入禁止であるが、灯台施設外周を周回する遊歩道より撮影された岩を、上方からではあるが安全に眺めることが出来る。

## 世帯数と人口
2019年（令和元年）8月1日現在の世帯数と人口は以下の通りである。
| 町丁   | 世帯数  | 人口  |
| ------ | ------- | ----- |
| 犬吠埼 | 364世帯 | 655人 |

## 小・中学校の学区
市立小・中学校に通う場合、学区は以下の通りとなる。
| 番地 | 小学校             | 中学校             |
| ---- | ------------------ | ------------------ |
| 全域 | 銚子市立高神小学校 | 銚子市立第二中学校 |

## 町名の変遷
銚子市と高神村の合併後、銚子市大字高神の内、以下の小字が再編されて犬吠埼となった 。
| 実施後 | 実施年月日   | 実施前                                                                                |
| ------ | ------------ | ------------------------------------------------------------------------------------- |
| 犬吠埼 | 1938年6月1日 | 鵜ノ屎（一円）、酉明（天王台に編入された10,159-10,195番地を除いた部分）、犬吠（一円） |

## 周辺施設

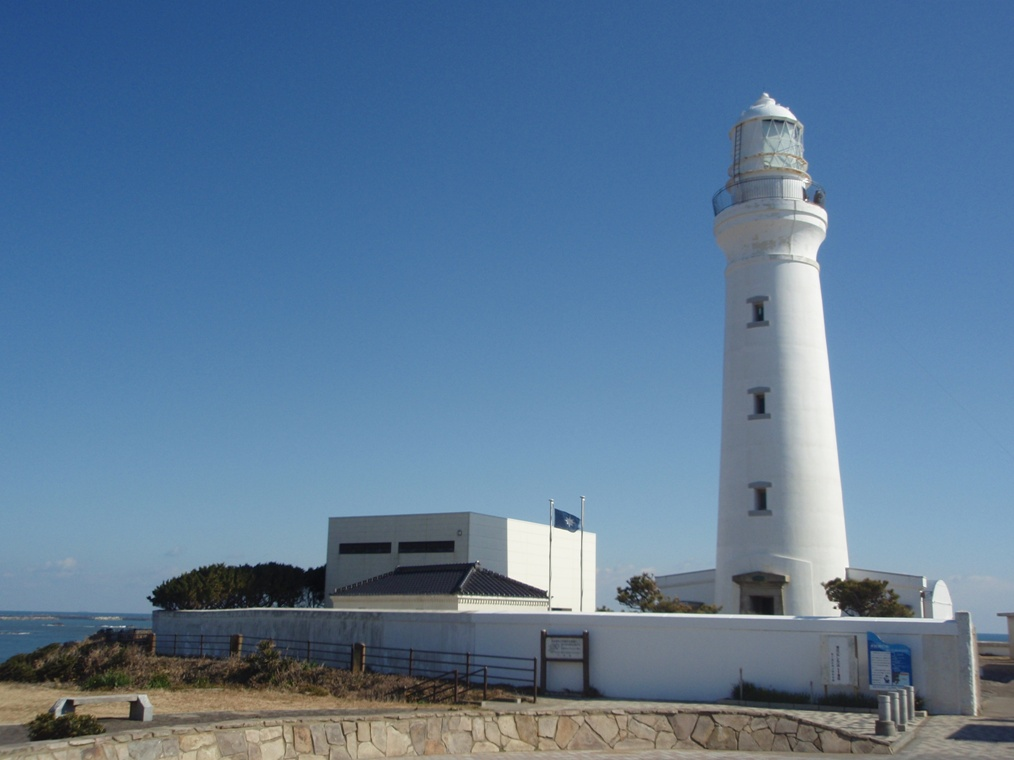
犬吠埼灯台

犬吠埼より望む君ヶ浜

- 犬吠埼灯台
  - 犬吠テラステラス
  - ドライブインなぎさや
  - あわび屋
- 犬吠埼温泉
  - ホテル&スパ月美 太陽の里
    - 別邸 海と森

  - 絶景の宿 犬吠埼ホテル（黒潮の湯源泉）
  - ぎょうけい館
  - 犬吠埼観光ホテル（潮の湯温泉源泉）
  - ホテルニュー大新
- マークガーデン犬吠埼
- 君ヶ浜海岸
- 君ヶ浜しおさい公園

## 交通

### 公共交通機関

#### 鉄道
- 銚子電鉄犬吠駅

#### 高速バス
- バスターミナル東京八重洲発、京成バス（銚子・旭経由便）にて、「犬吠埼」下車

### 自動車

#### 一般道路
- 千葉県道254号銚子公園線
- 千葉県道286号愛宕山公園線（銚子ドーバーライン）

#### 高速道路
- 銚子連絡道路「横芝光IC」より、国道126号・千葉県道286号愛宕山公園線（銚子ドーバーライン）

#### 駐車場
- 犬吠埼灯台駐車場（無料）

## 関連画像

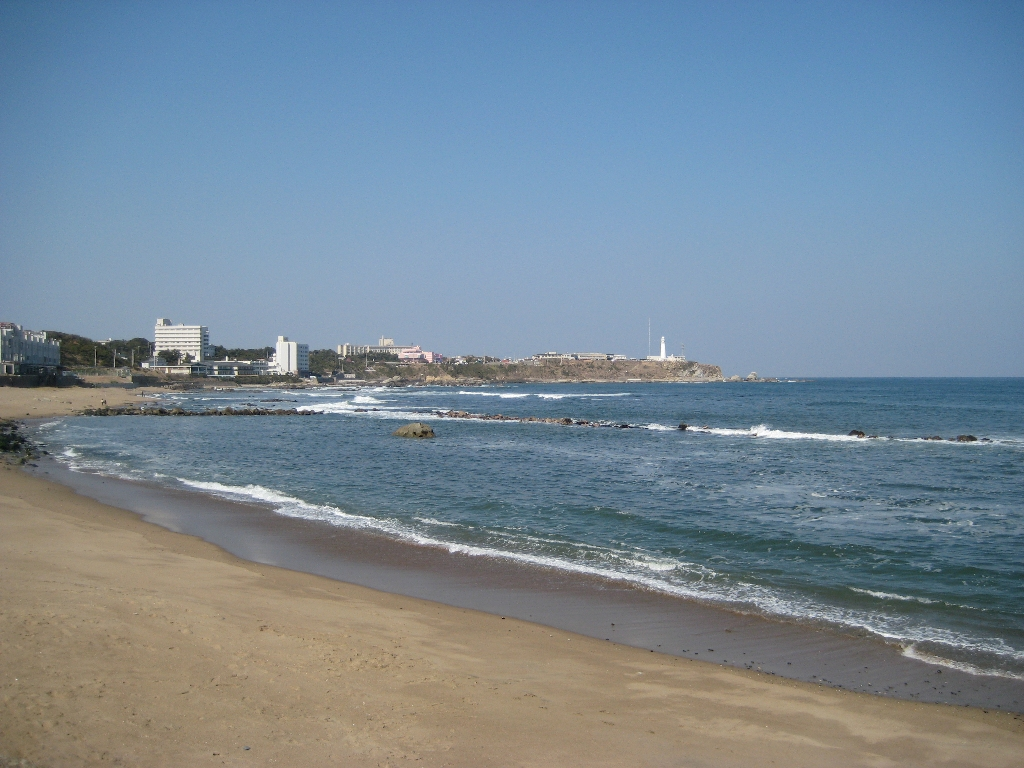
酉明浦より犬吠埼を望む
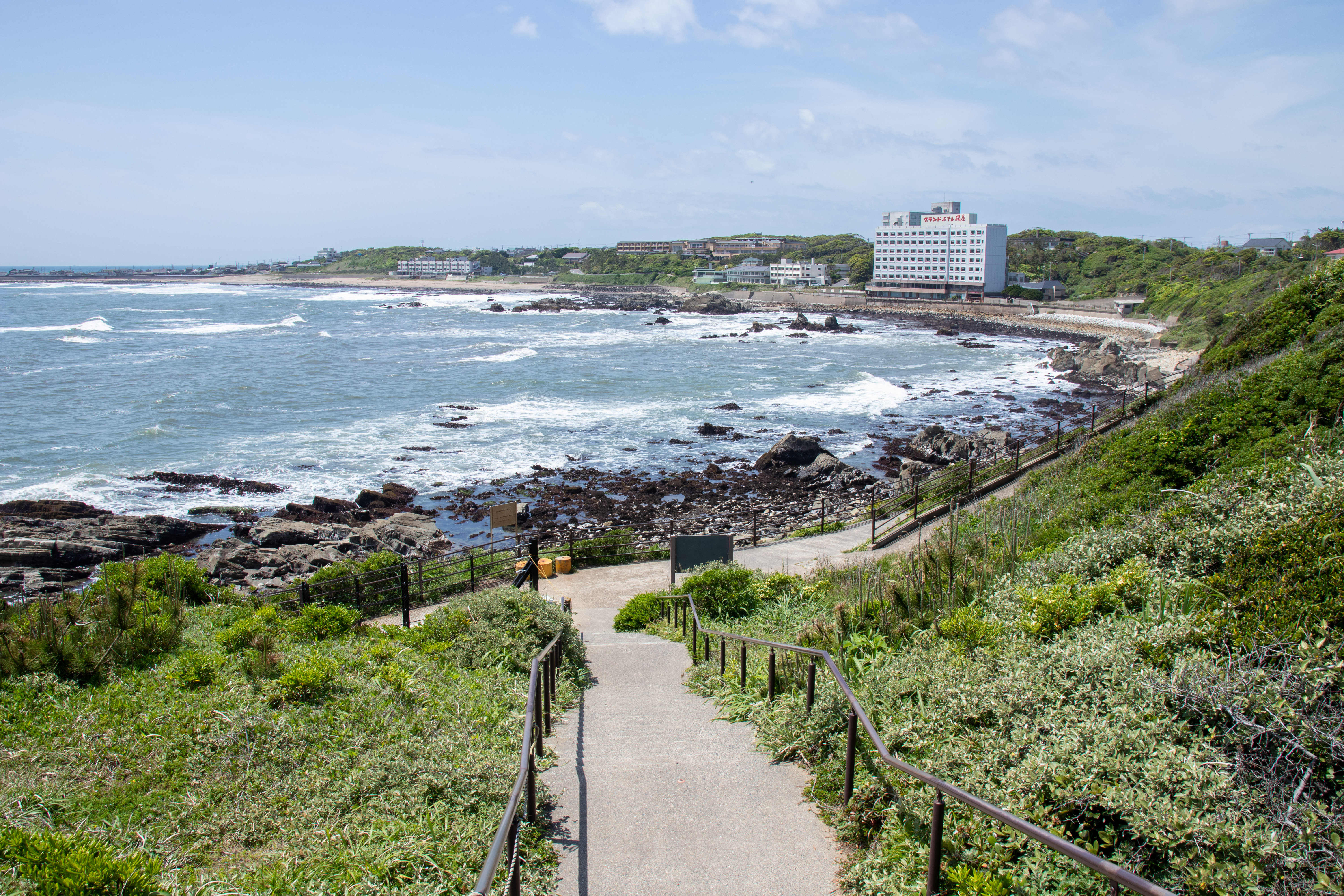
岬より酉明浦方面を望む
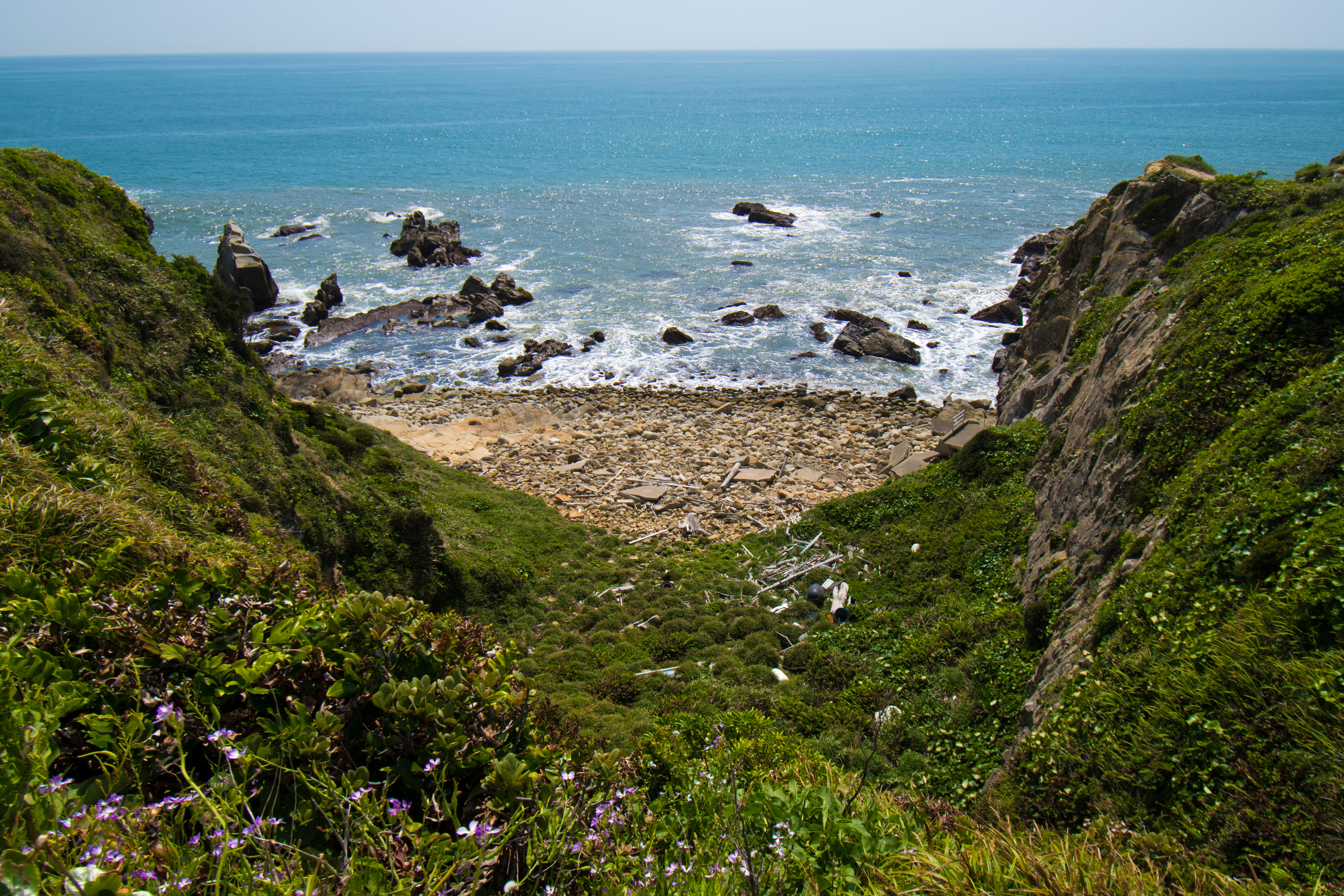
犬吠埼灯台南側下の岩場
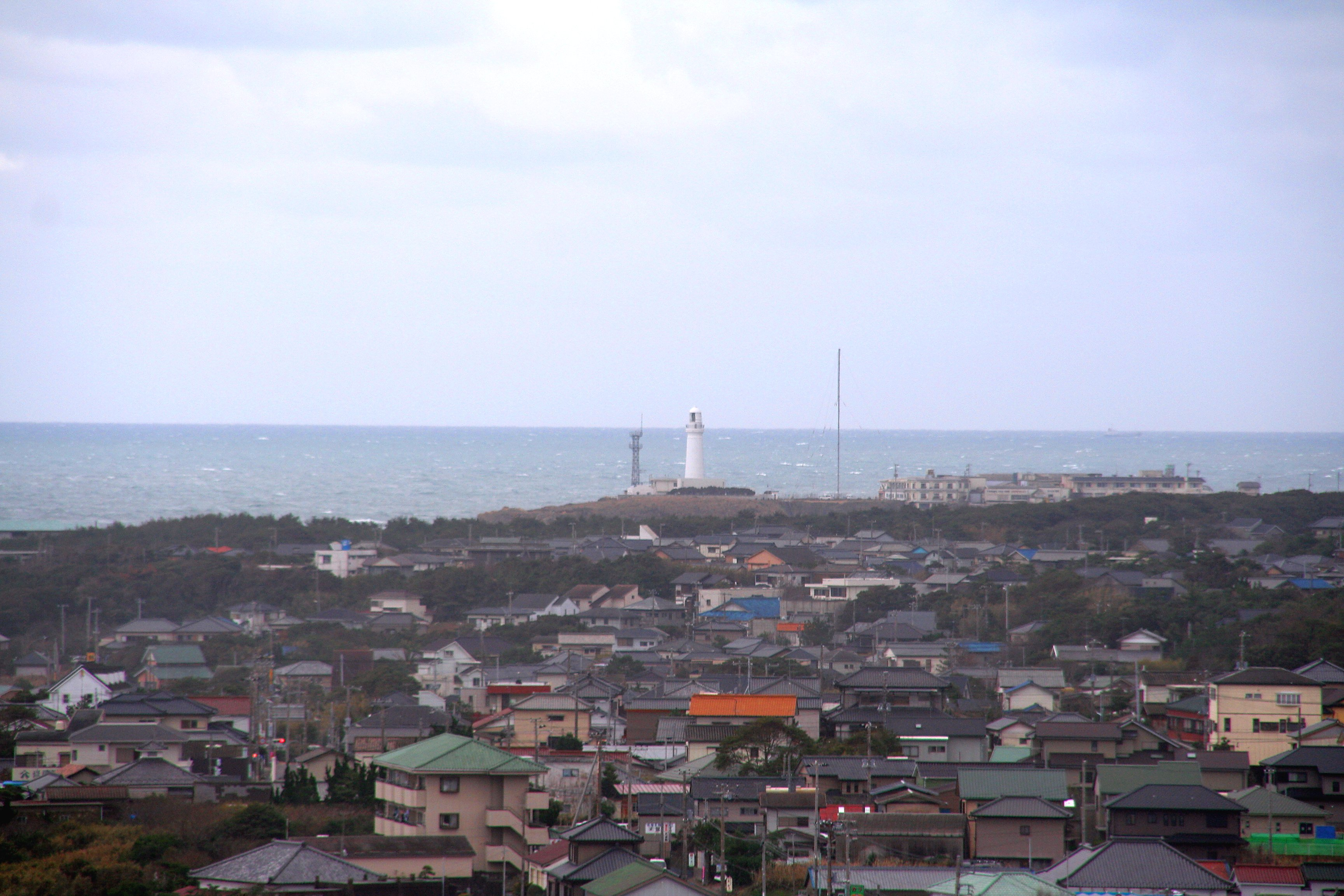
銚子ポートタワーより犬吠埼方面を望む